# Curelius japonicus
Curelius japonicus is een keversoort uit de familie harige schimmelkevers (Cryptophagidae). De wetenschappelijke naam van de soort werd in 1877 gepubliceerd door Edmund Reitter.